# Alexandre Guy Pingré
Alexandre Guy Pingré (11 de septiembre de 1711–1 de mayo de 1796) fue un canónigo regular agustino francés, astrónomo y geógrafo naval.

## Primeros años
Pingré nació en París, pero fue educado por los canónigos regulares de la Abadía de St. Vincent en Senlis, Oise, donde ingresó en la comunidad a los dieciséis años de edad. En 1735, después de su ordenación como sacerdote, fue nombrado profesor de teología en la escuela. Sin embargo, al poco tiempo fue convocado por el Obispo de Pamiers bajo la sospecha de ser seguidor del jansenismo, por lo que fue amonestado y requerido para ser interrogado por un comité de jesuitas.
En 1745 el rey Luis XV convocó un Capítulo General de la Congregación de los Canónigos Regulares de St. Genevieve, a la que Pingré pertenecía. Ordenó la elección de un canónigo que aplicaría la política real contra las enseñanzas jansenistas. La participación en el capítulo requirió un juramento de obediencia a la bula papal Unigenitus, que había sido emitida para condenar aquellas enseñanzas. Pingré y muchos otros canónigos de Senlis objetaron al capítulo y fueron relevados de sus cargos de responsabilidad en la congregación. Posteriormente fue asignado para servir solo en parroquias rurales.

## Científico

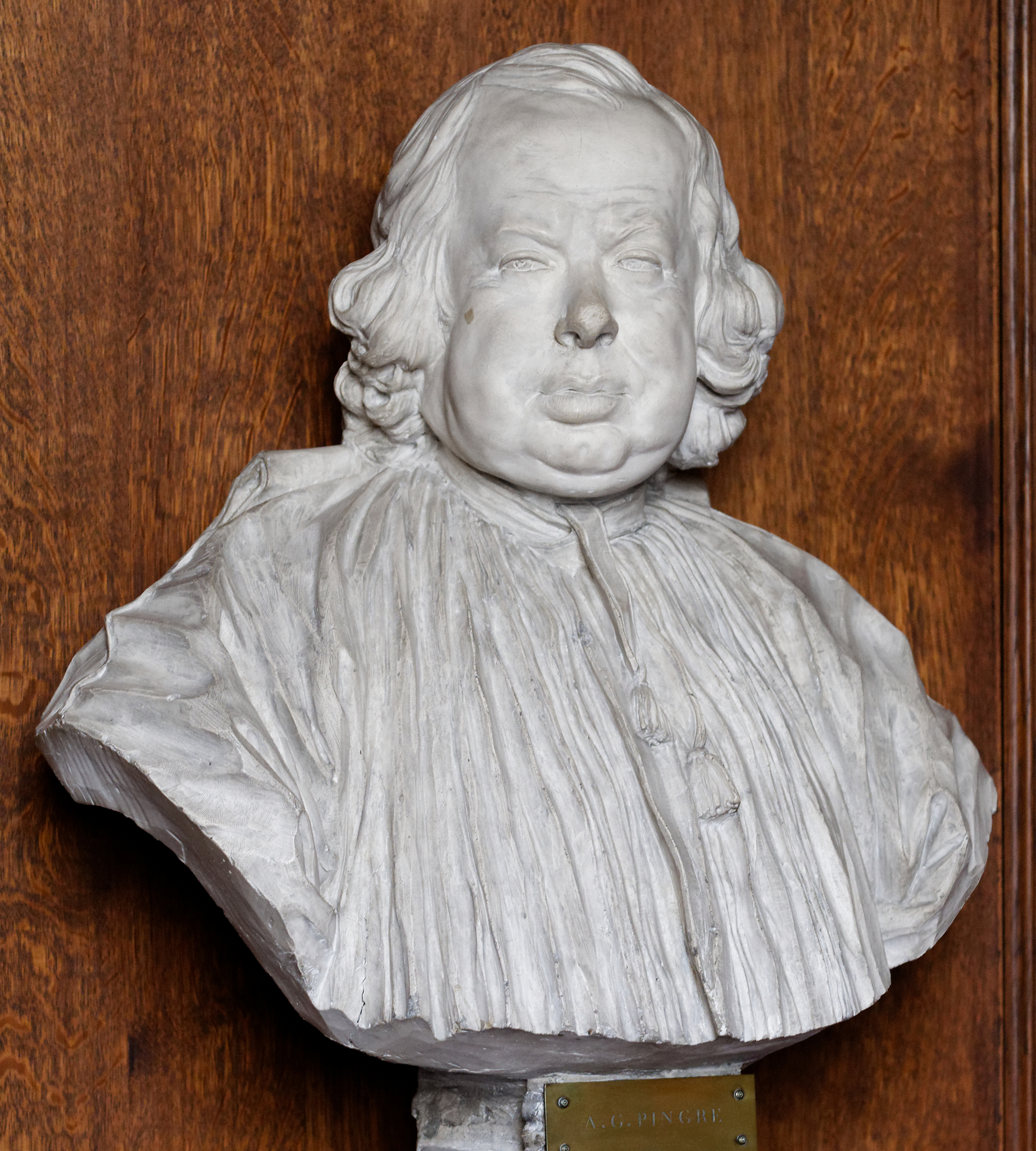
Busto de Dom Alexandre Guy Pingré, C.R.S.A

Desde temprana edad Pingré había desarrollado su interés por la astronomía, y en 1749 fue nombrado profesor de astronomía en la recién fundada Academia de Rouen. Finalmente accedió al cargo de bibliotecario de la Abadía de St Genevieve en París, y al de canciller de la universidad. En St. Genevieve construyó un observatorio, donde continuó trabajando durante cuarenta años.
Desafortunadamente, Pingré adolecía de problemas de salud y de una limitada agudeza visual, por lo que sus capacidades como observador estuvieron limitadas, aunque disfrutó de una reputación como matemático excelente. Llamó la atención de la comunidad científica cuando detectó un error de cuatro minutos en los cálculos de Lacaille de un eclipse lunar en 1749. Después de observar un tránsito de Mercurio, fue nombrado miembro correspondiente de la Academia de Ciencias. En 1757 se interesó por los cometas y publicó un tratado sobre la teoría y la historia de la observación de los cometas.
Posteriormente publicó un almanaque náutico basado en el trabajo de Pierre Charles Le Monnier, conteniendo tablas lunares. Durante el tránsito de Venus de 1761, Pingré fue uno de los tres observadores elegidos para dirigir las campañas organizadas por la Academia Real, viajando infructuosamente a isla Rodrigues (cerca de Madagascar). La subsiguiente discusión de Pingré sobre las observaciones de Giovanni Battista Audiffredi provocó una disputa científica.
En 1767 navegó al Báltico con Charles Messier para probar cronómetros marinos. Dos años más tarde realizó una expedición exitosa a Haití para observar el tránsito de Venus de 1769. En 1771 participó en la expedición científica naval de la fragata La Flore con Verdun de la Crenne y Jean-Charles de Borda. El barco fue capturado por las fuerzas navales británicas, y Pingré fue desembarcado en Portugal, habiendo perdido todas sus notas.

## Eponimia
- El cráter lunar Pingré lleva este nombre en su memoria.[5]
- El asteroide (12719) Pingré también conmemora su nombre.[6]

## Últimos años
Pingré quedó en una precaria situación económica tras la supresión de su monasterio durante la revolución francesa. Fue capaz de continuar publicando su trabajo hasta su muerte en 1796, gracias al apoyo de su amigo el astrónomo Joseph Lalande, quien obtuvo para él una subvención de 3000 francos de la Asamblea Nacional.